# جرم (فیلم ۱۳۸۹)
جرم فیلمی سینمایی به کارگردانی مسعود کیمیایی محصول سال ۱۳۸۹ است که برنده ۵ سیمرغ بلورین جشنواره فیلم فجر (از جمله سیمرغ بلورین بهترین فیلم) شد و منتقدان آن را فیلمی با زیر لایه‌های سیاسی خواندند.

## خلاصه فیلم
روایتگر سال‌های ۵۵ تا ۵۷ در تهران است و زندگی مردی را به تصویر می‌کشد که مانند دیگر ساخته‌های کیمیایی نمی‌خواهد از اصول و عقیده‌ای که دارد برگردد. رضا سرچشمه به‌طور اتفاقی به زندان می‌افتد و بعد از اینکه از زندان خارج می‌شود درگیر حوادث انقلاب می‌گردد.

## بازیگران
| بازیگر         | نقش          | گوینده          |
| پولاد کیمیایی  | رضا سرچشمه   | منوچهر اسماعیلی |
| حامد بهداد     | ناصر ظفر     | چنگیز جلیلوند   |
| شبنم درویش     | ملیحه        | زهره شکوفنده    |
| جمشید مشایخی   | مرتضی افجه‌ای | احمد رسول‌زاده   |
| داریوش ارجمند  | رفعت خان     | نصرالله مدقالچی |
| مسعود رایگان   | قاسم خان     | منوچهر اسماعیلی |
| لعیا زنگنه     | آبا جان      | کتایون اعظمی    |
| نیکی کریمی     | عاطفه        | فریبا رضاپور    |
| سیامک انصاری   | فتاح         | حسین عرفانی     |
| بهاره رهنما    | فروغ         | کتایون اعظمی    |
| اکبر معززی     | کاظم         | حسین عرفانی     |
| جلال پیشواییان | رئیس زندان   | خسرو شمشیرگران  |
| کیانوش گرامی   | کلم          | همت مومی‌وند     |
| سوگل خالقی     | زن عرب       |                 |
| نوید لاجوردی   | جعفر         | افشین زی‌نوزی    |

## دست اندر کاران
- سرپرست گویندگان: خسرو خسروشاهی
- طراح چهره‌پردازی: محمدرضا قومی
- موسیقی متن: کارن همایون‌فر
- طراح صحنه و لباس: ایرج رامین‌فر
- صدابردار: اسحاق خانزادی
- عکاس: بابک برزویه
- مدیر تولید: تینا پاکروان
- مدیر تدارکات: وحید مشاری
- دستیار اول و برنامه‌ریز: علی جناب
- دستیار کارگردان: سامان خادم

## جزئیات
- ژانر: نوآر
- رنگ: سیاه و سفید
- صدا: Mono (صدابرداری گفتار در استودیو مؤسسه فرهنگ و هنر رها فیلم
- لوکیشن: تهران
- بعد از فیلم قیصر و تا گوزن‌ها سینمای کیمیایی بالغ بر سه دهه از اقبال عمومی برخوردار نبود تا اینکه با فیلم جرم سینمای کیمیایی رخ نشان داد.

## جوایز

### بیست و نهمین دوره جشنواره فیلم فجر
جرم در حالی بهترین فیلم سال انتخاب شد که در ۱۲ بخش کاندید جوایز جشنواره فیلم فجر بود و در پایان موفق به دریافت پنج سیمرغ بلورین شد.
| شمارگان | قسمت                       | نامزد                        | نتیجه    |
| ------- | -------------------------- | ---------------------------- | -------- |
| ۱       | بهترین فیلم                | مسعود کیمیایی                | برنده    |
| ۲       | بهترین کارگردانی           | مسعود کیمیایی                | نامزدشده |
| ۳       | بهترین بازیگر نقش اول مرد  | پولاد کیمیایی                | نامزدشده |
| ۴       | بهترین بازیگر نقش مکمل مرد | حامد بهداد                   | برنده    |
| ۵       | بهترین فیلمنامه            | مسعود کیمیایی                | نامزدشده |
| ۶       | بهترین موسیقی متن          | کارن همایون‌فر                | برنده    |
| ۷       | بهترین صداگذاری            | اسحاق خانزادی و علی ابوالصدق | برنده    |
| ۸       | بهترین صدابرداری           | اسحاق خانزادی                | نامزدشده |
| ۹       | بهترین طراحی صحنه و لباس   | ایرج رامین‌فر                 | برنده    |
| ۱۰      | بهترین فیلمبرداری          | تورج منصوری                  | نامزدشده |
| ۱۱      | بهترین چهره‌پردازی          | محمدرضا قومی                 | نامزدشده |
| ۱۲      | بهترین تدوین               | مصطفی خرقه‌پوش                | نامزدشده |

### چهاردهمین دوره جشن حافظ
| قسمت                            | نامزد         | نتیجه |
| ------------------------------- | ------------- | ----- |
| جایزه ویژه جشن سیزدهم بخش سینما | مسعود کیمیایی | برنده |